# Masta Wu
Masta Wu（1978年10月25日－），是韓國男饒舌歌手，擁有鮮明的個性和獨特的說唱風格，並且曾經為YG娛樂旗下的藝人。
2003年通過專輯《Masta Peace》出道，於2016年1月8日離開YG娛樂。

## 音樂作品

### 正規專輯
- 《Masta Peace》（2003年6月20日）
- 《Mass Wu Part 2》（2007年3月21日）

### 單曲
- 《Come Here (Feat. Dok2, BOBBY)》（2014年12月2日）
- 《야마하 (Feat. Red Roc, Okasian)》（2016年10月3日）
- 《S**T (Feat. Dok2)》（2017年1月26日）

### 參與歌曲
2000年1月 專輯 “2000 대한민국”中的 《Do Da Right One》
2000年1月 D.O“완전힙합”中的《투혼》、《Party!》、《비틀린 세상(Cold World)》、 《힙합》、《돈이 Money?》、《King With No Crown》、《흑열가》
2000年7月 DM“Digital Masta”中的«소년원 Freestyle»、«망가진 청색 호랑이»、«폭풍전야»、«Sky's High Cloud Is Low»
2001年2月 Jinusean“The Reign”中的«힙合»
2001年8月 Perry“Perry By Storm”中的«Storm»、«Turn It Out»、«Get Ready»、«You Know What I Mean»、«Bounce»
2001年8月 윤희중“Enlightenment”中的«The Lost World»
2002年1月 PSY“싸2”中的«Intro'«싸우나 속으로»
2002年4月 輝星“Like A Movie”中的«악몽»
2002年10月 YG Family “Why Be Normal”中的 «멋쟁이 신사»、«Sweet Love»、«Why Be Normal?»
2003年7月 輝星“It's Real”中的 «Outro»
2004年7月 SE7EN“Must Listen”中的 «오기»
2004年9月 GUMMY“It's Different”中的 «So Much»
2004年10月 輝星“For The Moment”中的 «불치병»
2004年11月 Jinusean“노라보세”中的 «미스터 지누션»
2005年5月 45RPM“Old Rookie”中的 «One»
2005年5月 EDDIE“Just My Way”中的 «Groovin»
2005年7月 PSY“Remake&Mix 18번”中的 «Life»
2005年9月 GUMMY “For The Bloom”中的 «실수»
2006年3月 SE7EN “24/7”中的 «Love Story»
2007年4月 LEXY“RUSH”中的 «Left To The Right»
2007年5月 지은“Rain”中的 «이제 그만해»
2007年7月 Red Roc“Hello”中的 «알수없는 음악가»
2008年7月 嚴正化 “D.I.S.C.O”中的 «Kiss Me»
2009年7月 2NE1《Let's Go Party》作詞
2010年9月9日 2NE1《Love is Pain》作詞
2012年10月29日 LEE HI《1, 2, 3 , 4》作詞
2014年2月27日 LEE HI《It's Over》作詞
2014年2月27日 2NE1《Gotta Be You / 너 아님 안돼》作詞
2014年8月6日 Yuk Jidam《Ulleri》作曲
2014年8月6日 Olltii《OLL' Ready》作曲
2014年8月11日 ILLIONAIRE RECORDS《YGGR SMTM Remix》作詞
2014年8月21日 Olltii《That XX》作曲
2014年11月11日 HI SUHYUN《I'm Different》作詞
2014年12月1日 Dok2、Girl's Day 素珍《Finale》作詞

## 綜藝節目
2014年：於Mnet《Show me the money 3》中與TABLO共同擔任評審

## 外部連結
MASTA WU INSTAGRAM（页面存档备份，存于）
YG官方頁面資料（页面存档备份，存于）
NAVER網站人物介紹